# کریستین بلازی فورد
کریستین مارگارت بلازی فورد (زادهٔ نوامبر ۱۹۶۶) شناخته‌شده با نام کریستین بلازی، یک روانشناس و استاد آمار اهل ایالات متحدهٔ آمریکای در دانشگاه پالو آلتو است. او متخصص طراحی مدل‌های آماری برای پروژه‌های تحقیقاتی در زمینهٔ «خود» است. فورد در طول زندگی علمی خود، در سمت‌ها و مکان‌های مختلفی مشغول فعالیت بوده، ازجمله به عنوان پژوهش‌گر روانشناس در دانشکدهٔ روان‌پزشکی دانشگاه استنفورد آمریکا، و همین‌طور در سمت استادی در دانشکده پزشکی دانشگاه استنفورد.
در ۱۶ سپتامبر ۲۰۱۸، او علناً گفته‌است که نامزد یکی از کرسی‌های دیوان عالی ایالت متحده آمریکا، به نام برت کاوانا در سال ۱۹۸۲ به وی تعرض جنسی نموده‌است که از آن به عنوان تلاش برای تجاوز نام برده‌است.